# Hrvatsko Zagorje
Hrvatsko zagorje (il cui nome significa "terre oltremontane croate") è una regione storica della Croazia, situata a nord di Zagabria.
Comprende l'intera area a nord delle montagne di Medvednica fino alla Slovenia a nord-ovest e fino alla regione del Međimurje ad est. Zagorje è stata posta sotto la regione di Krapina e dello Zagorje e la regione di Varaždin dopo la formazione della Repubblica indipendente di Croazia. I croati di solito si riferiscono a questa zona col nome di "Zagorje". Comunque, dato che un'altra regione in Slovenia porta lo stesso nome, la parte croata è anche detta "Hrvatsko Zagorje" (che significa "Zagorje croato"). Se si considerano anche fattori linguistici, la capitale Zagabria potrebbe anche far parte dello Zagorje.
Lo Zagorje ha due capitali: Varaždin e Krapina. Krapina è spesso considerata la capitale culturale della lingua kajkava, un dialetto croato. Ogni anno, il Festival della Cultura Kajkava (Festival kajkavske popevke) si tiene a Krapina. Il dialetto kajkavo è molto simile alla lingua slovena.

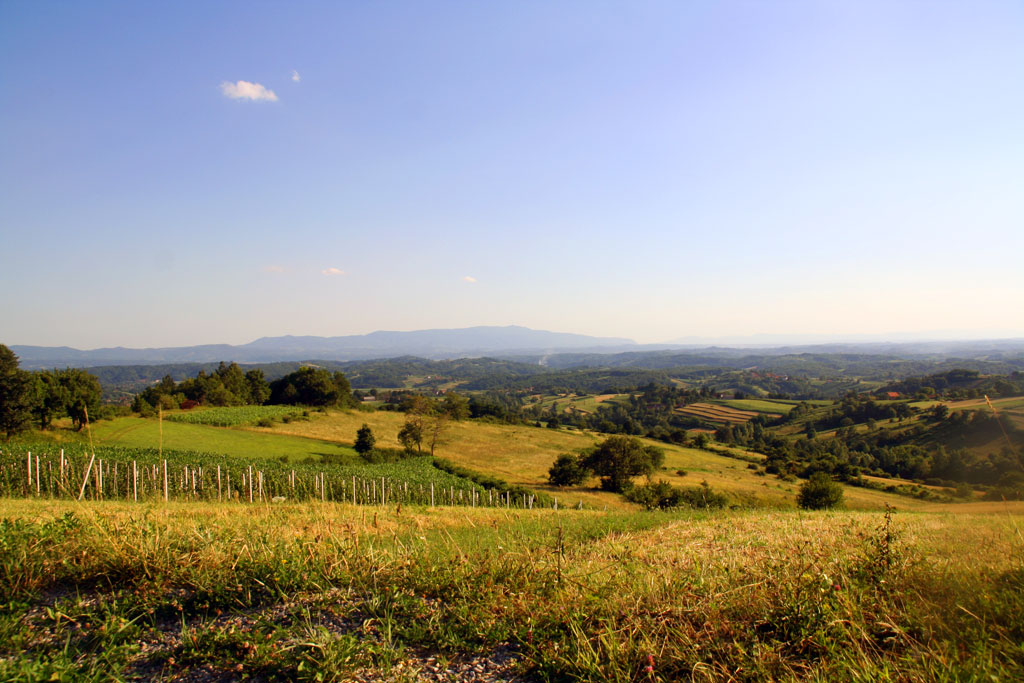
Immagine delle Hrvatsko zagorje.

| Controllo di autorità | VIAF (EN) 315127052 · GND (DE) 4119209-6 · BNF (FR) cb15538803h (data) · J9U (EN, HE) 987007531304005171 · NSK (HR) 000051645 |